# Spindelbaumgewächse
Die Spindelbaumgewächse (Celastraceae) sind eine Pflanzenfamilie innerhalb der Ordnung der Spindelbaumartigen (Celastrales). Die fast 100 Gattungen mit etwa 1210 Arten sind hauptsächlich in den Tropen verbreitet. Einige Arten liefern Holz oder sind Zierpflanzen in Parks und Gärten.

## Beschreibung und Ökologie

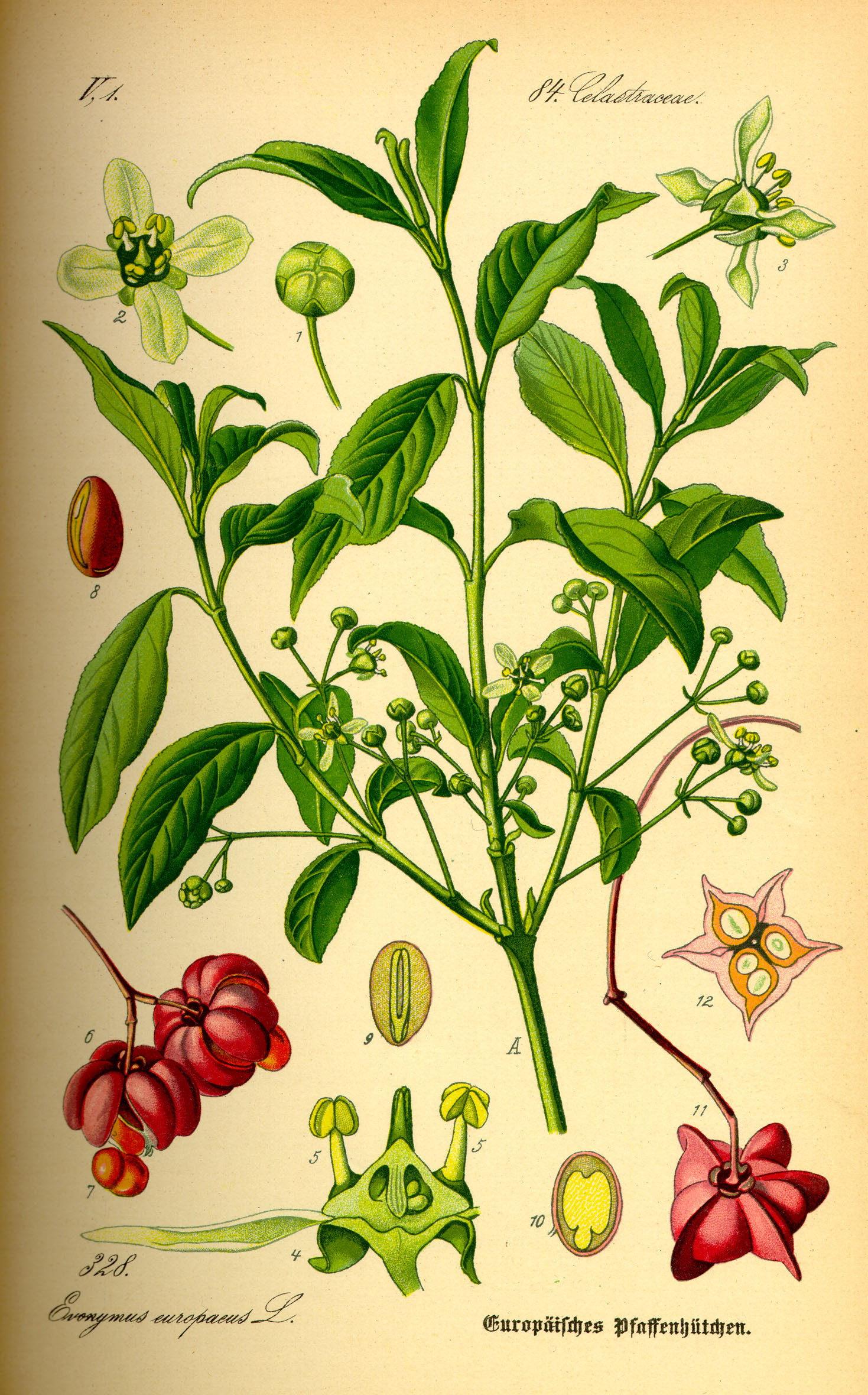
Illustration des Gewöhnlichen Spindelstrauches (Euonymus europaea)

In der Familie Celastraceae nach neuem erweiterten Umfang sind besonders die vegetativen Merkmale und die Früchte sehr variabel.

### Erscheinungsbild und Blätter
Die Celastroideae und Hippocrateoideae sind verholzende Pflanzen: Sträucher, Bäume oder Lianen. Die Parnassioideae und Stackhousioideae sind ausdauernde krautige Pflanze. Sie sind immergrün oder laubabwerfend. Viele Arten führen Milchsaft. Eine überwiegende Anzahl von Taxa hat Triterpen-Derivate in ihre Rinde. Die einfachen Laubblätter sind gegenständig, gelegentlich auch wechselständig, ihre Ränder sind oft gezähnt. Bei den meisten Taxa sind kleine Nebenblätter vorhanden.

### Blütenstände und Blüten
Die Blüten stehen end- oder achselständig in meist zymösen, oder selten traubigen, Blütenständen oder bündelig zusammen.

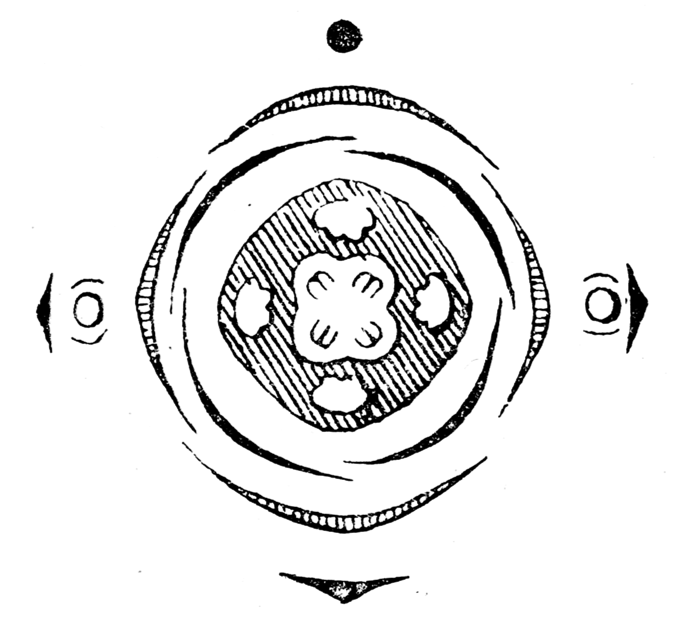
Blütendiagramm von Euonymus europaea

Die Blüten sind zwittrig oder eingeschlechtig. Wenn die Blüten eingeschlechtig sind, können die Arten einhäusig (monözisch) oder zweihäusig (diözisch) getrenntgeschlechtig sein.
Die radiärsymmetrischen Blüten sind meist unscheinbar und (selten zwei-) vier- bis fünfzählig. Insgesamt ist eine starke Vereinfachung der Struktur der Blütenorgane und eine Reduktion ihrer Zahl festzustellen. Die Blüten sind zwar fünf-, seltener vierzählig. Die Blütenhülle ist in Kelch und Krone untergliedert, doch fehlen oft die Kronblätter. In der Regel ist nur ein Kreis mit (selten nur zwei) meist drei bis fünf Staubblättern fruchtbar (fertil), der innere Staubblattkreis sind (selten nur zwei) meist drei bis fünf Staminodien oder Pseudostaminodien zur Produktion von Nektar, es ist meist ein flacher, polster- oder becherförmiger Diskus vorhanden. Zwei bis fünf Fruchtblätter sind zu einem oberständigen bis unterständigen Fruchtknoten verwachsen. In jeder Fruchtknotenkammer sind pro Fach meist ein bis zwei oder mehrere Samenanlagen vorhanden. Jede Blüte enthält einen Griffel mit einer einfachen bis fünfteiligen Narbe. Die Bestäubung erfolgt durch Insekten (Entomophilie).

### Früchte und Samen
In dieser Familie gibt es ganz unterschiedliche Früchte. Die meisten Taxa bilden Kapselfrüchte. Manche Taxa haben geflügelte Samen (Samara), andere Arten haben Samen mit Samenmantel (Arillus). Außerdem gibt es Beeren und Steinfrüchte.

### Inhaltsstoffe
Häufig findet man Guttapercha (Polyterpene), Dulcit, Alkaloide und Digitaloide (Evonosid, Evobiosid, Evomonosid).

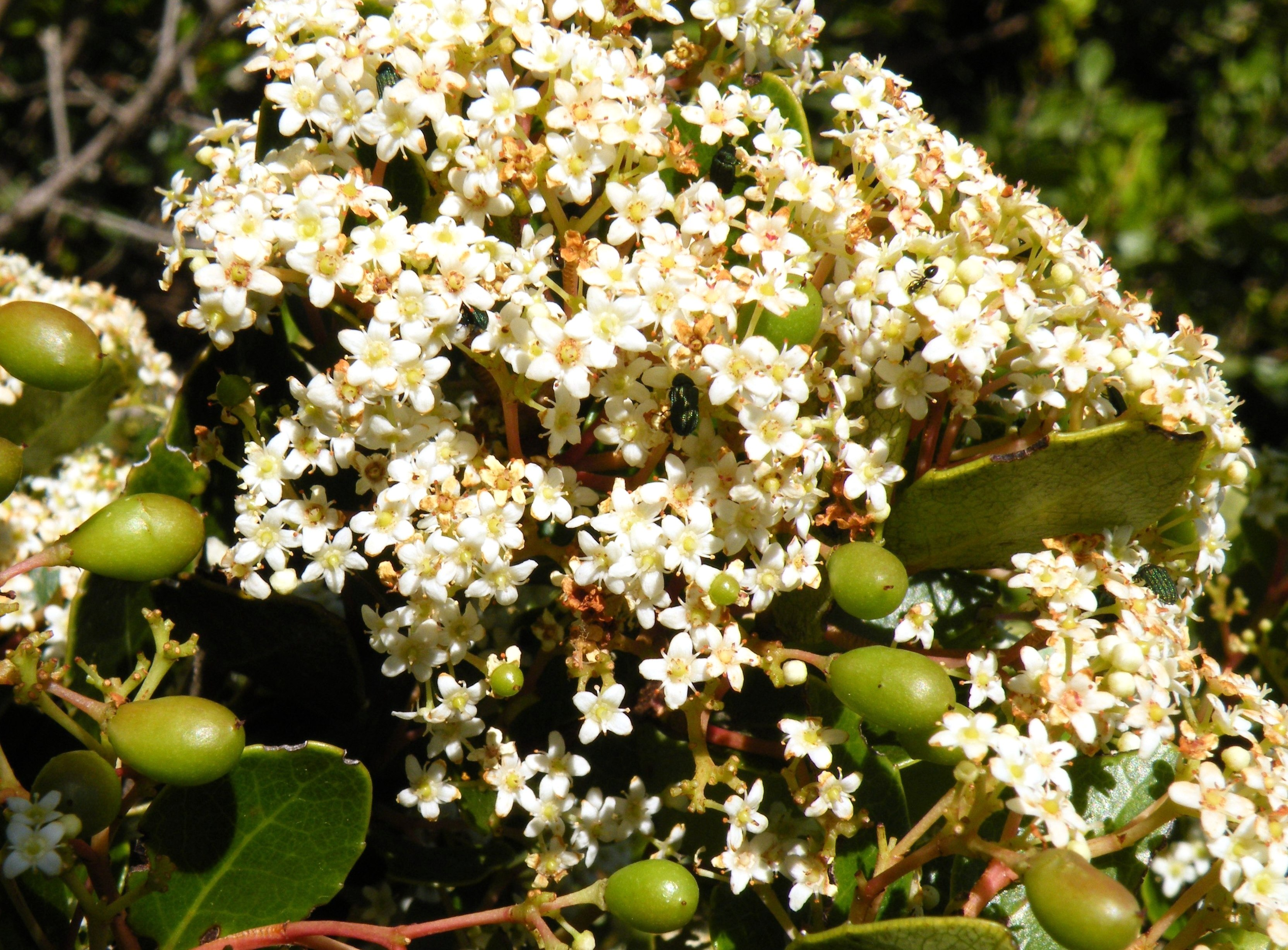
Unterfamilie Cassinoideae: Cassine peragua

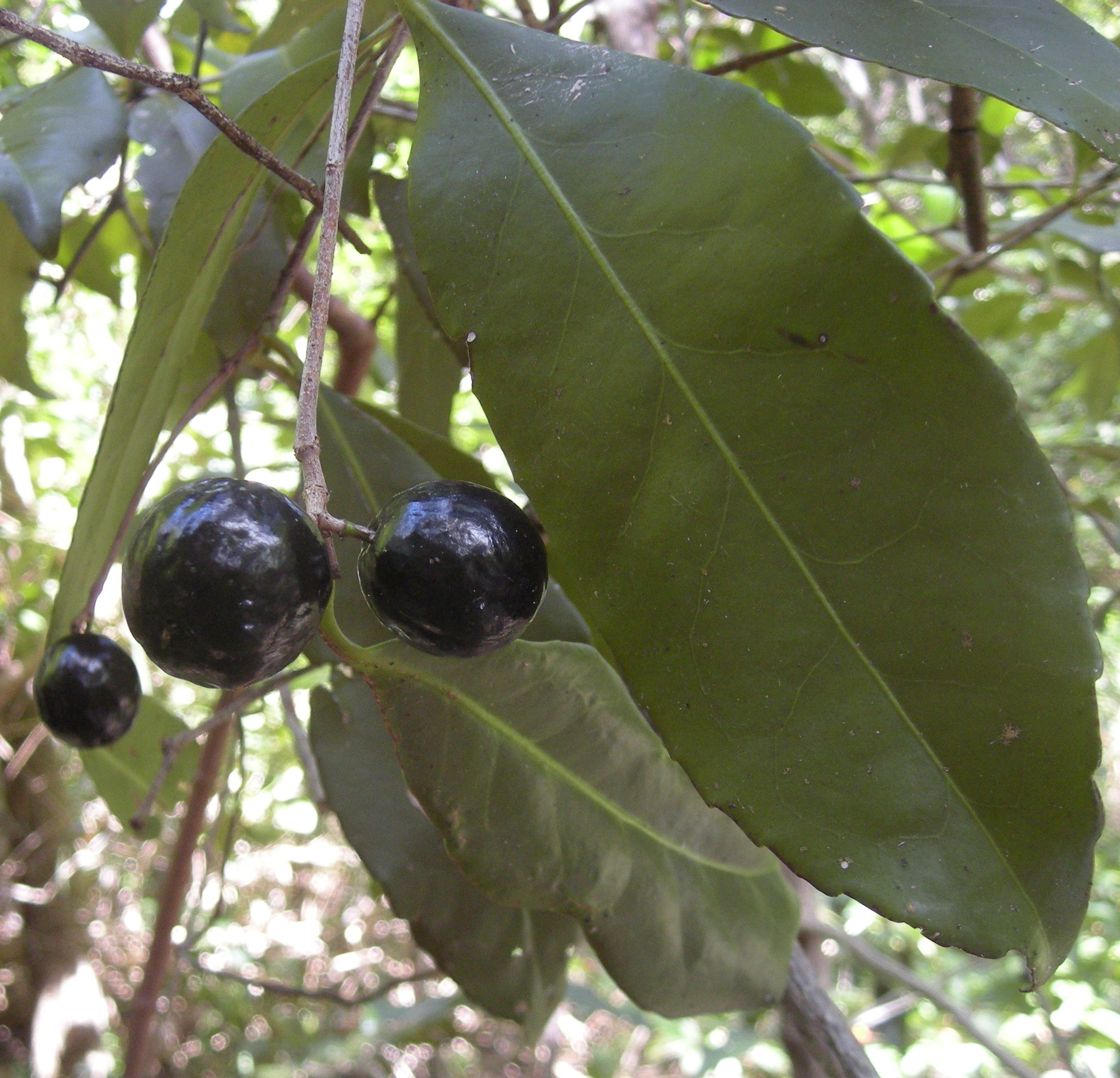
Unterfamilie Cassinoideae: Elaeodendron melanocarpum

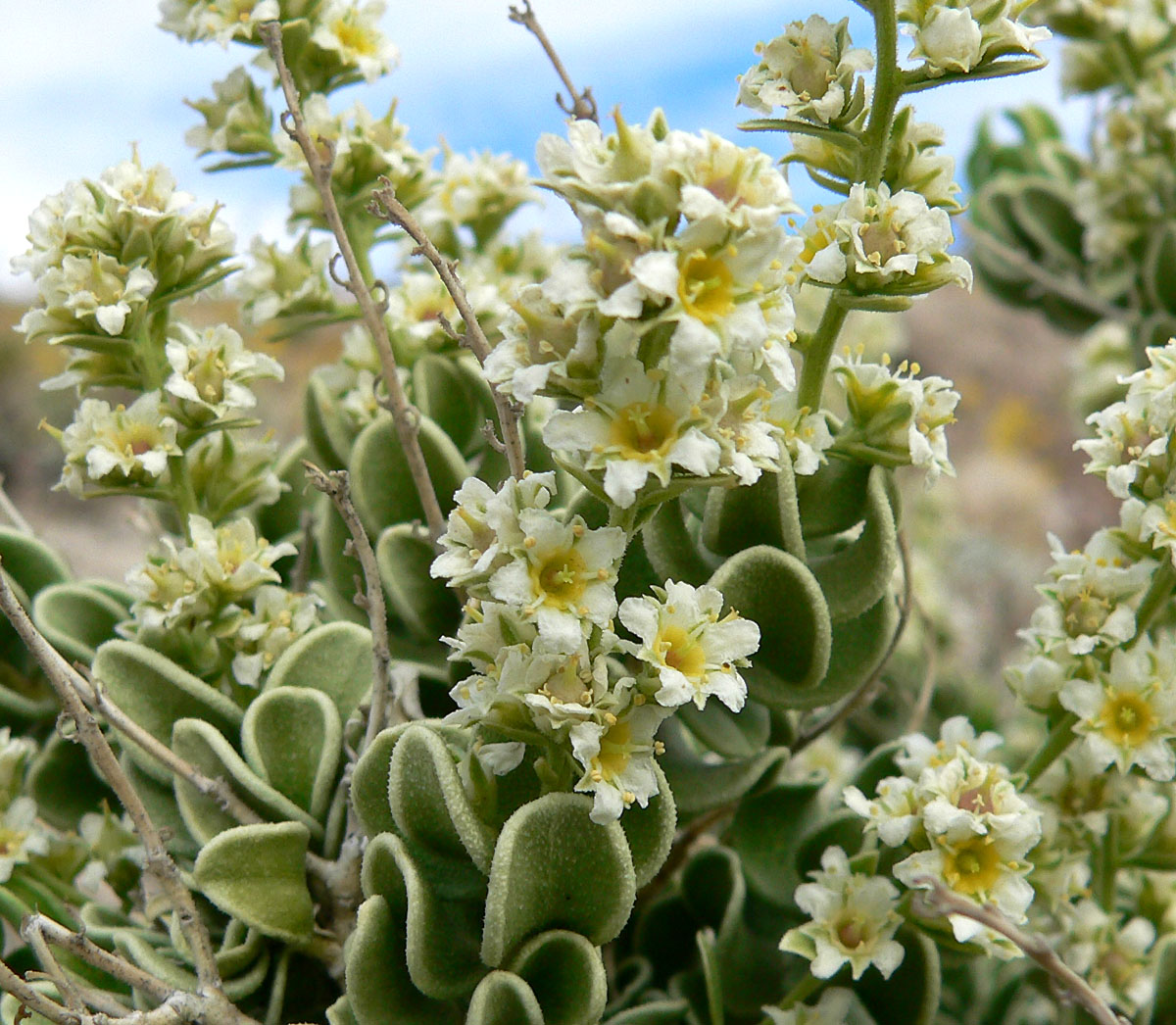
Unterfamilie Cassinoideae: Laubblätter und Blüten von Mortonia utahensis

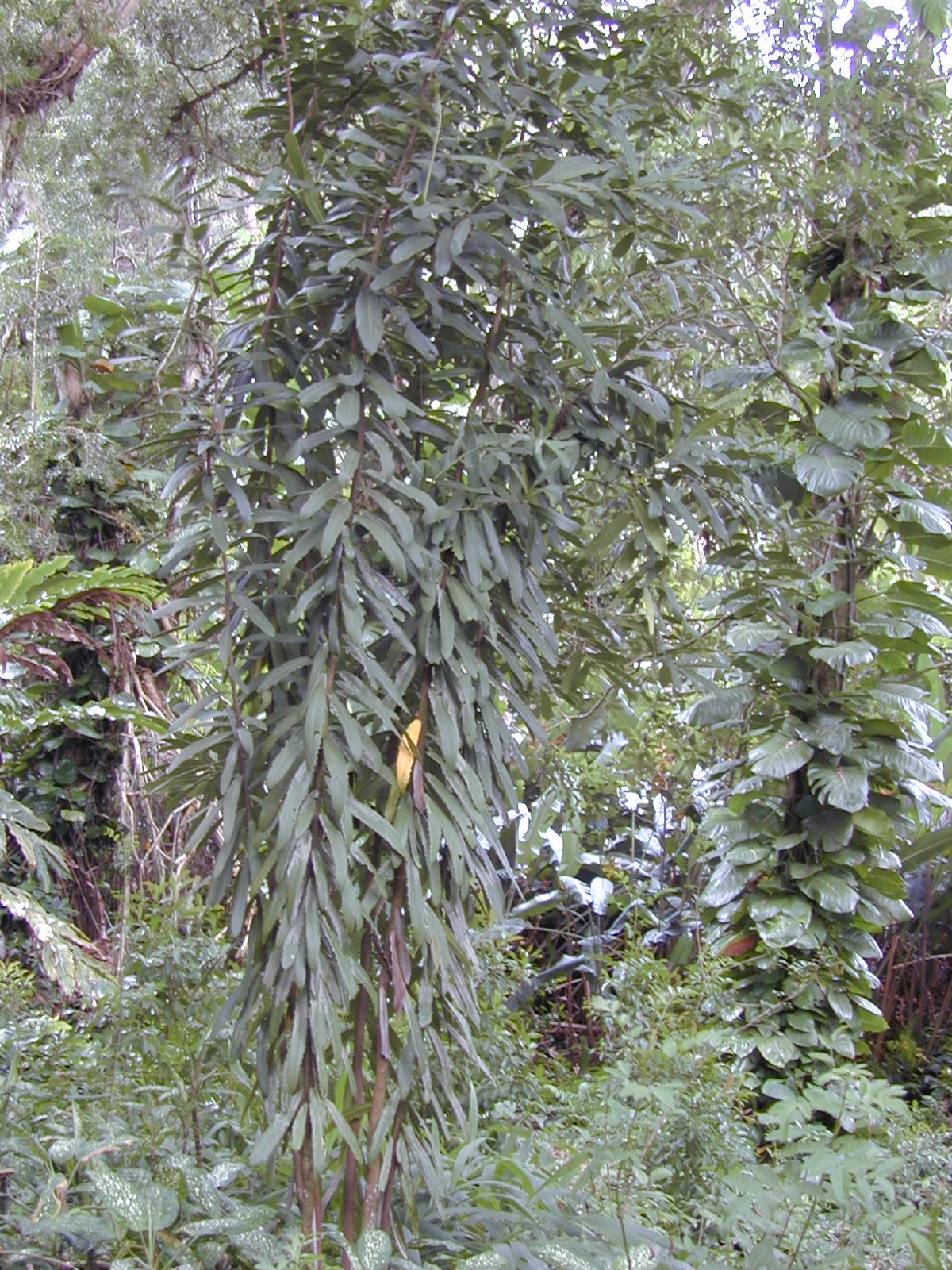
Unterfamilie Celastroideae: Habitus von Brexia madagascariensis

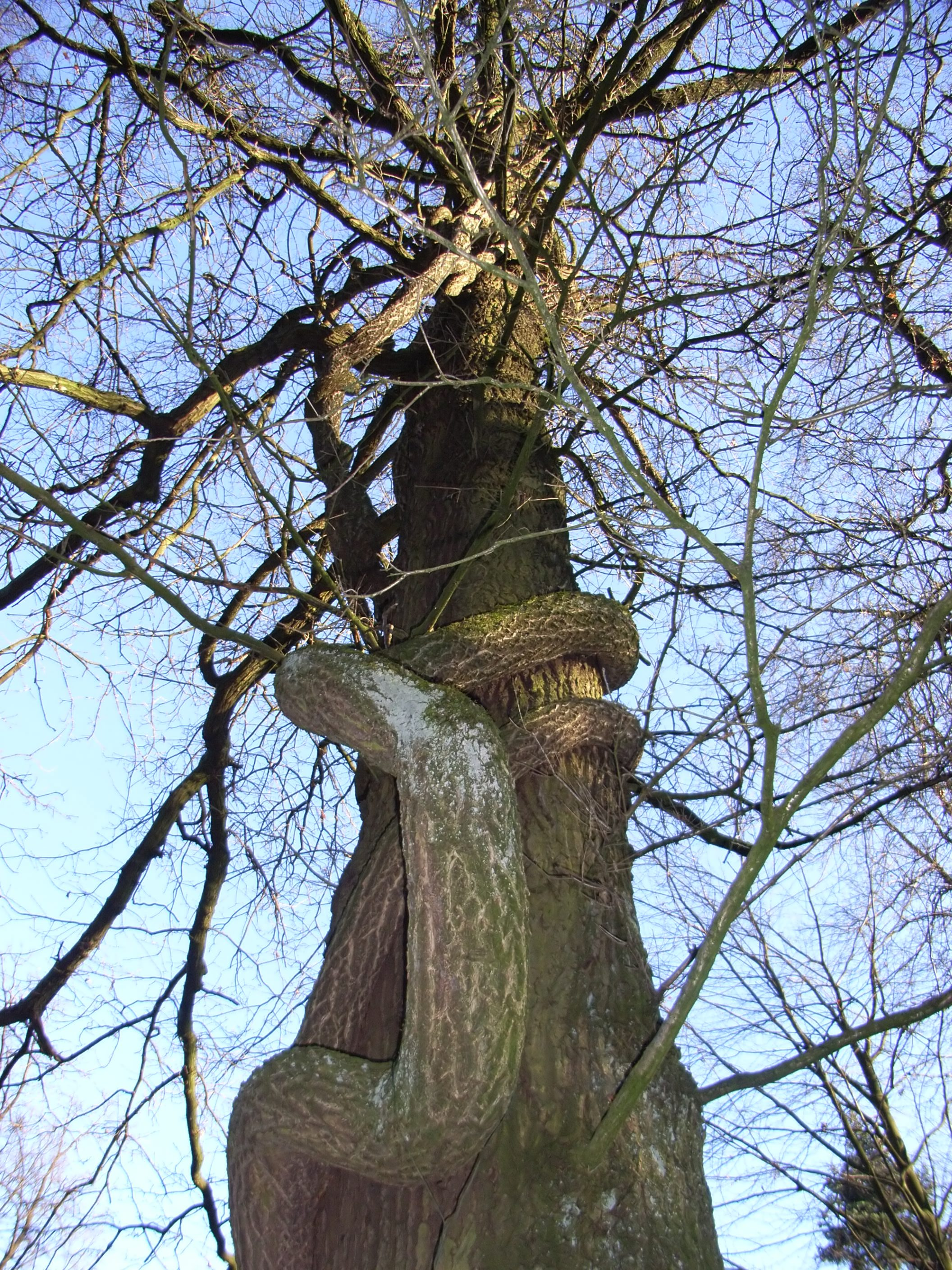
Unterfamilie Celastroideae: Rundblättriger Baumwürger (Celastrus orbiculatus)

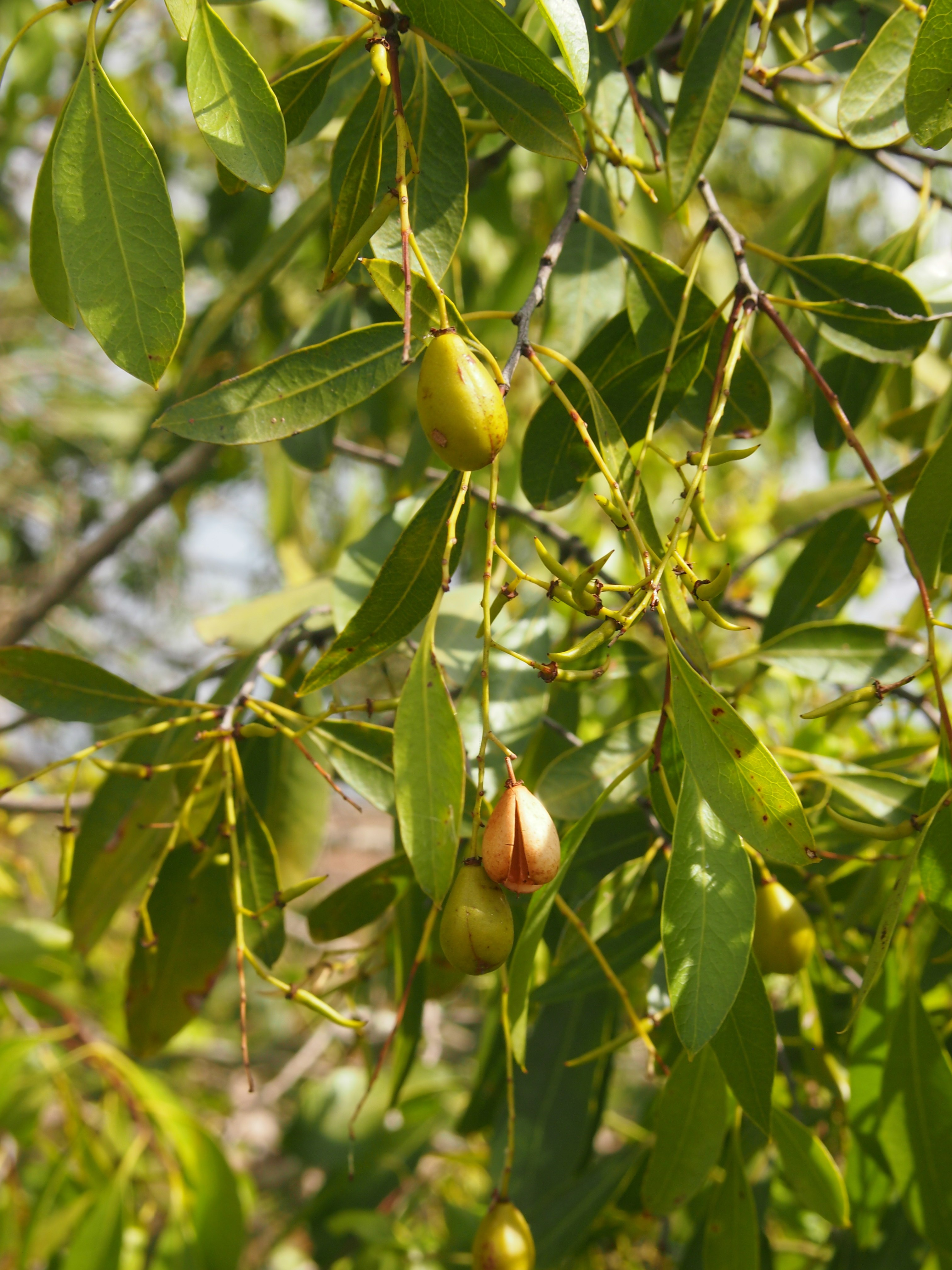
Unterfamilie Celastroideae: Denhamia oleaster

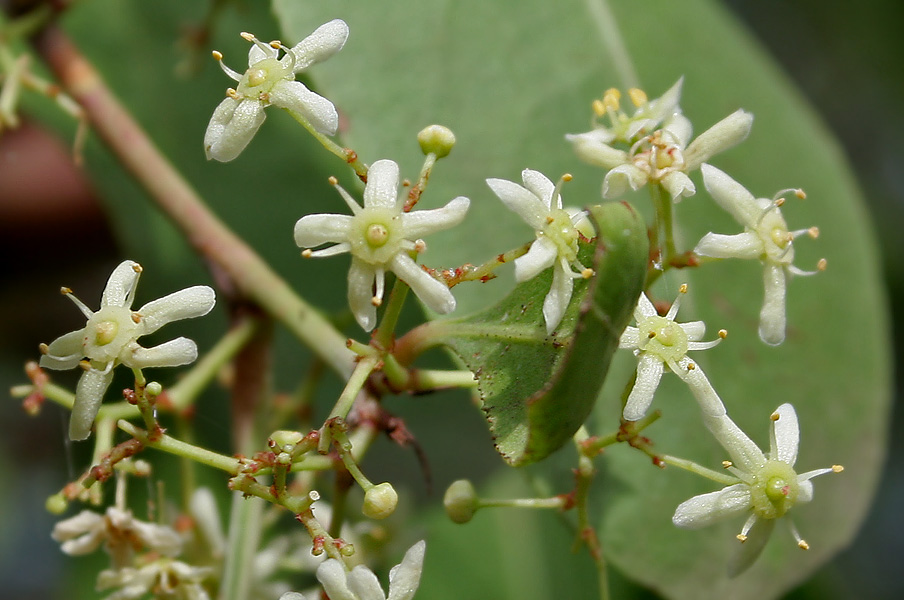
Unterfamilie Celastroideae: Ausschnitt eines Blütenstandes von Gymnosporia montana

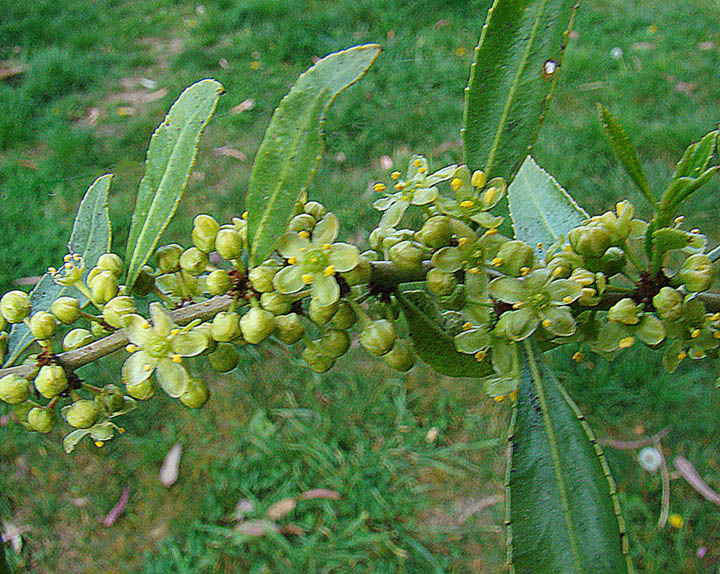
Unterfamilie Celastroideae: Zweig mit Laubblättern und Blüten von Maytenus boaria

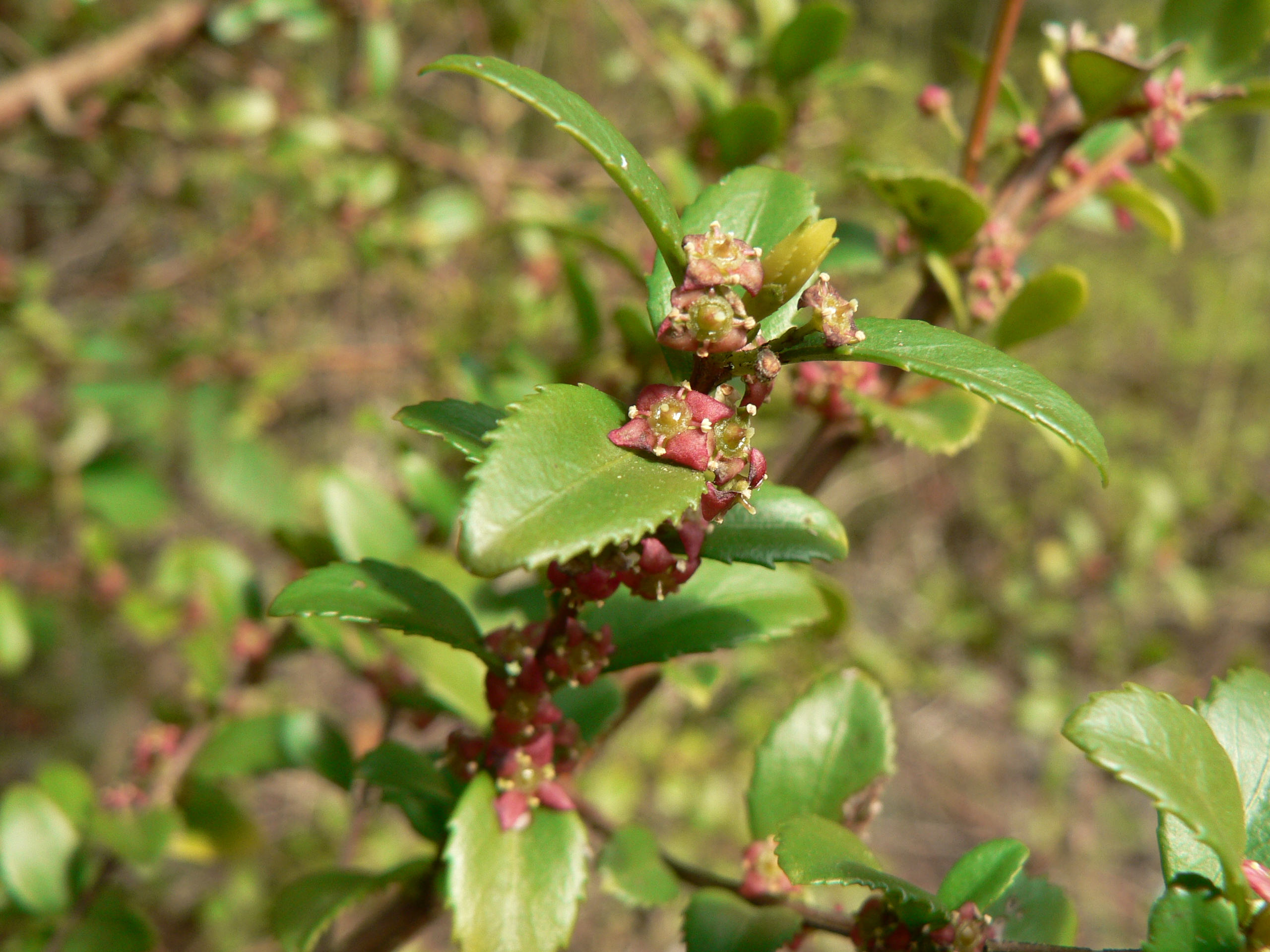
Unterfamilie Celastroideae: Zweig mit Laubblättern und Blüten von Paxistima myrsinites

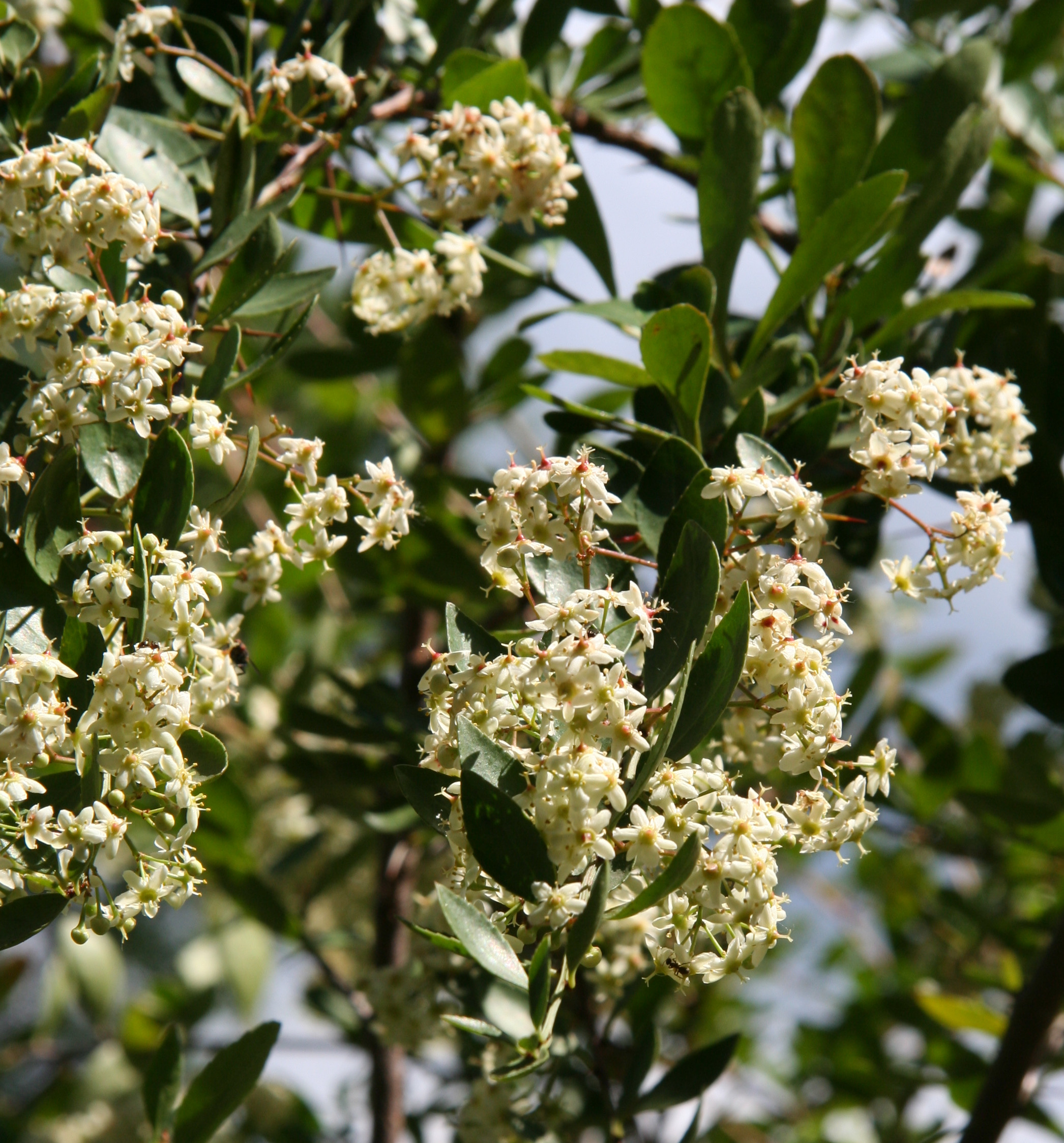
Unterfamilie Celastroideae: Zweig mit Laubblättern und Blüten von Putterlickia pyracantha

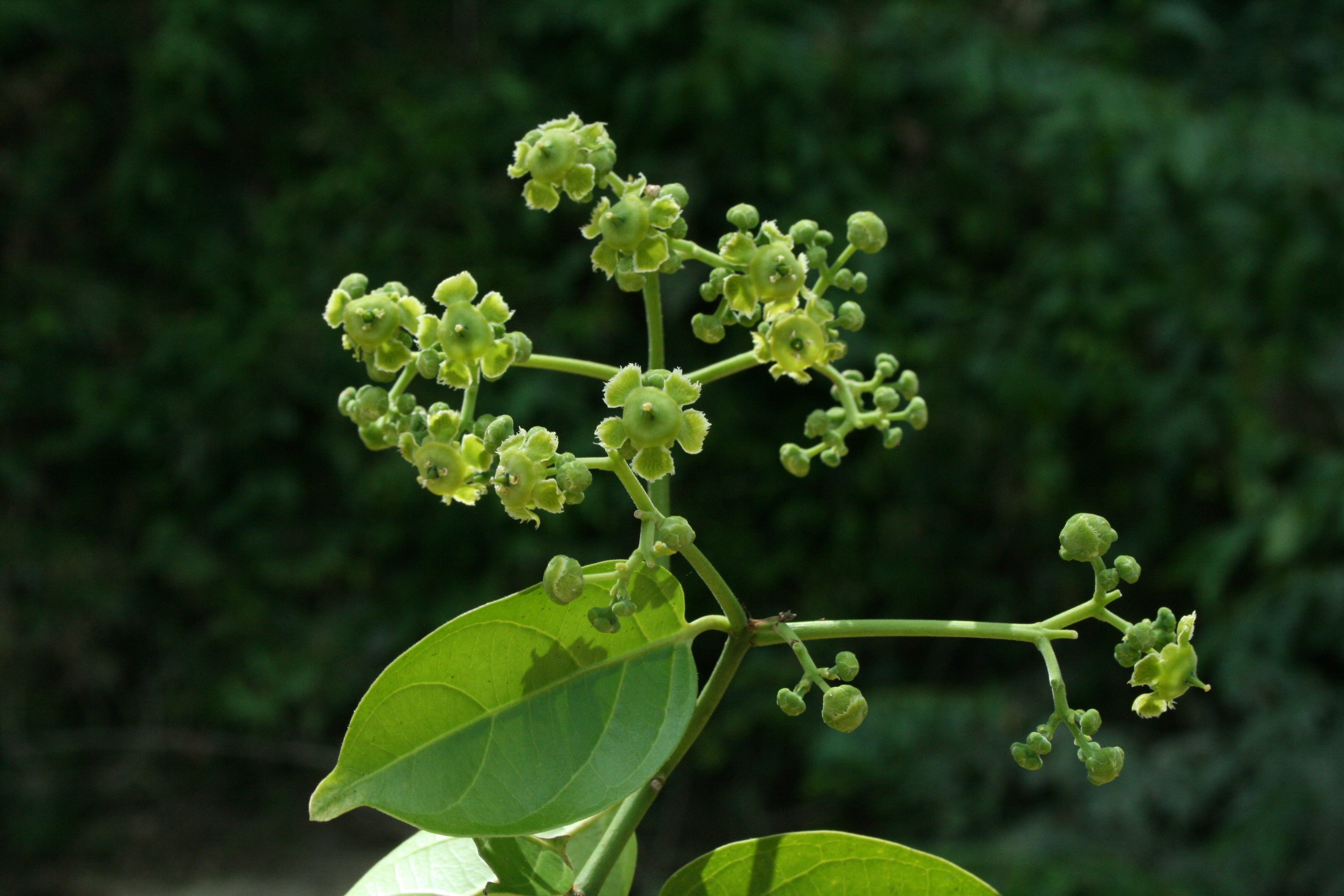
Unterfamilie Hippocrateoideae: Blütenstand von Prionostemma aspera

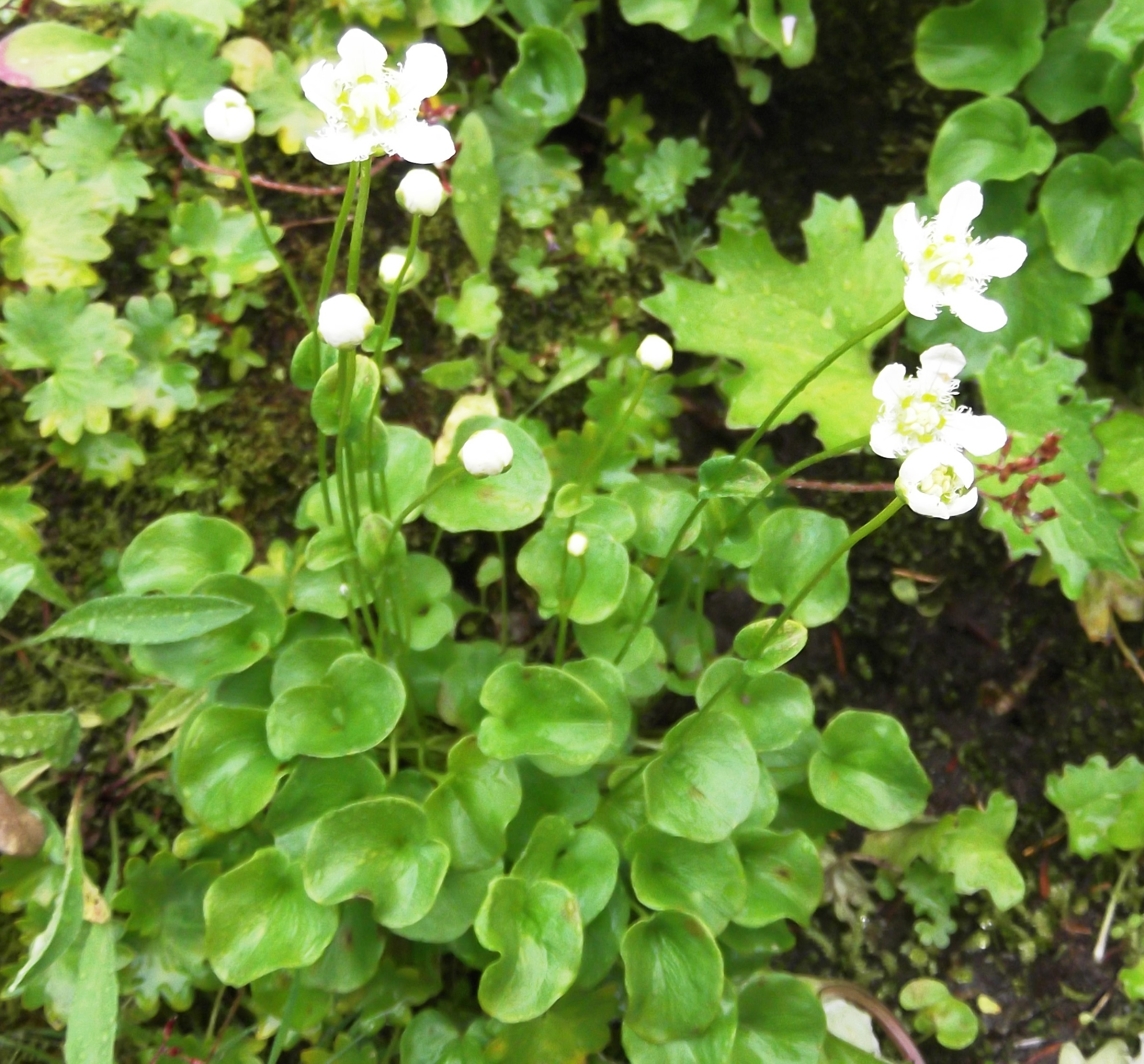
Unterfamilie Parnassioideae: Habitus und Blüten von Parnassia fimbriata

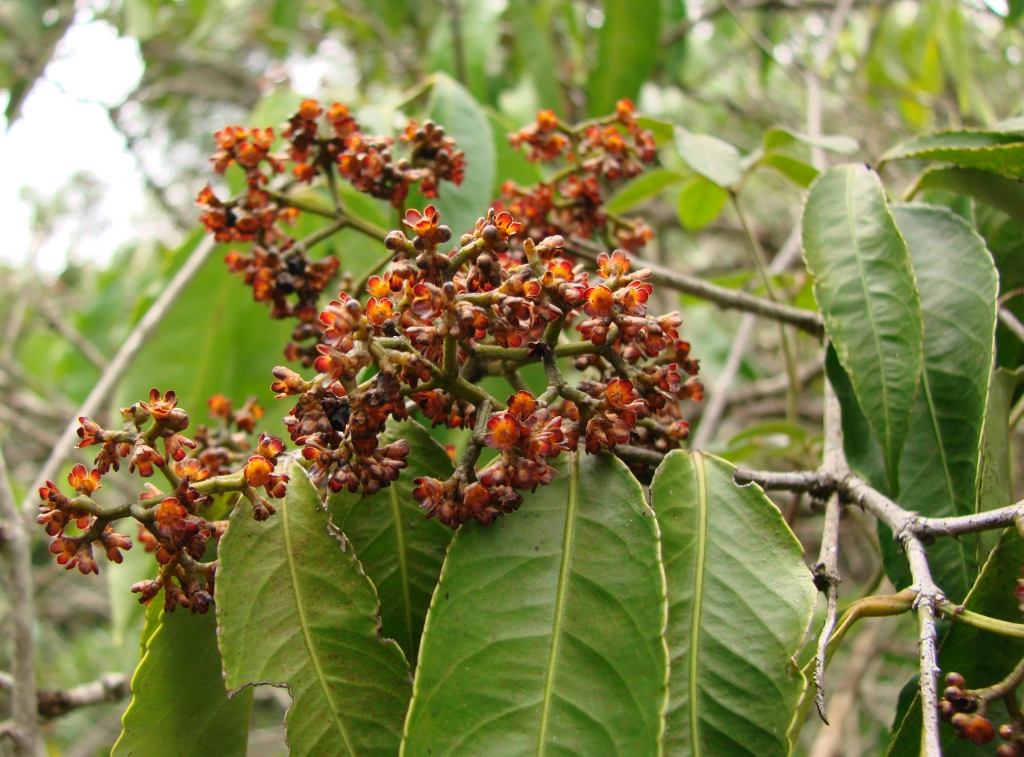
Unterfamilie Salacioideae: Cheiloclinium cognatum

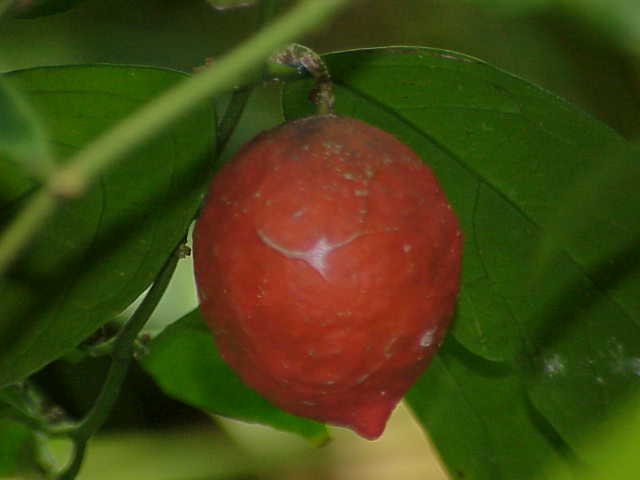
Unterfamilie Salacioideae: Frucht von Salacia aurantiaca

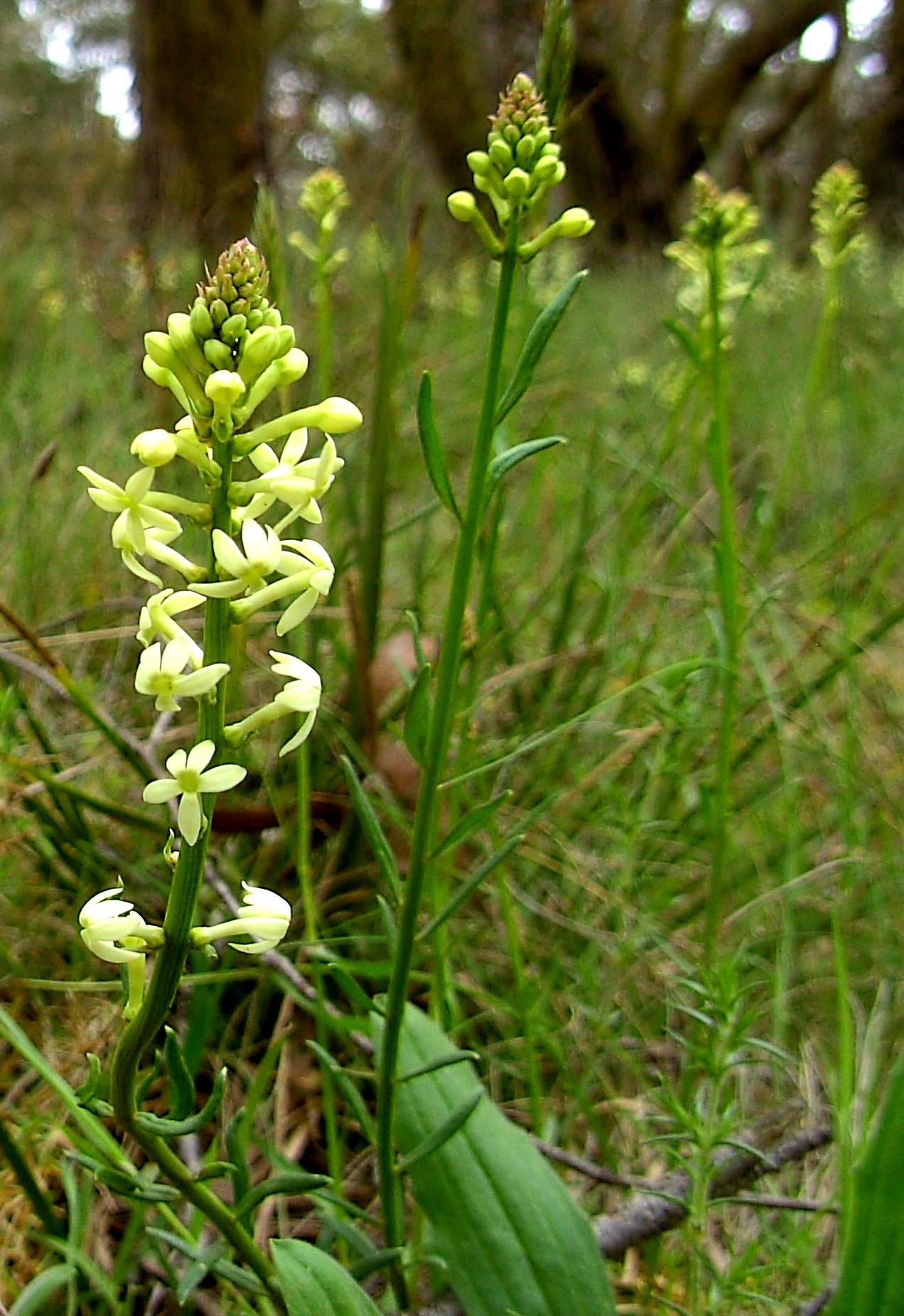
Unterfamilie Stackhousioideae: Blütenstände von Stackhousia monogyna

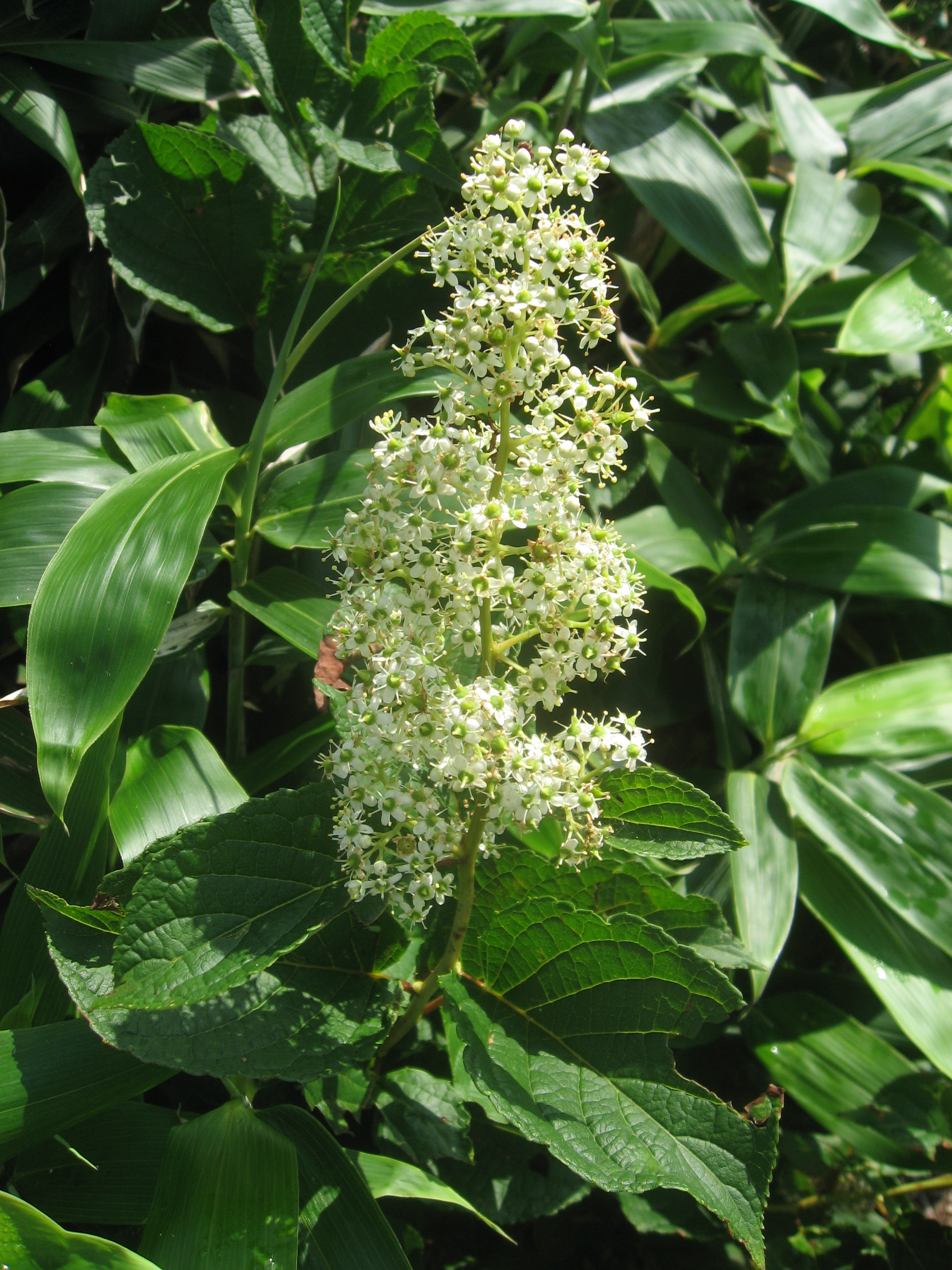
Unterfamilie Tripterygioideae: Wilfords Dreiflügelfrucht (Tripterygium wilfordii)

## Systematik und Verbreitung
Die Familie Celastraceae wurde 1814 von Robert Brown in A Voyage to Terra Australis, 2, S. 554 aufgestellt. Typusgattung ist Celastrus L. Molekulargenetische Untersuchungen haben dazu geführt, dass der Umfang der Familie erweitert wurde. Synonyme für Celastraceae R.Br. sind: Parnassiaceae Martinov, Lepuropetalaceae Nakai, Brexiaceae Loudon, Canotiaceae Airy Shaw, Chingithamnaceae Hand.-Mazz., Euonymaceae Bercht. & J.Presl, Hippocrateaceae Juss., Plagiopteraceae Airy Shaw, Pottingeriaceae Takht., Salaciaceae Raf., Siphonodontaceae Tardieu, Stackhousiaceae R.Br.
Die meisten Arten gibt es in den Tropen, aber einige Taxa gibt es auch in den gemäßigten Gebieten.
Die Familie der Spindelbaumgewächse (Celastraceae) wird in 2004 fünf, aber 2012 in sieben Unterfamilien gegliedert und zu ihr gehören fast 100 Gattungen mit etwa 1210 Arten:
- Unterfamilie Cassinoideae Loes.: Sie enthält etwa 17 Gattungen mit etwa 120 Arten:[1]
  - Acanthothamnus Brandegee (Syn.: Scandivepres Loes.): Sie enthält nur eine Art:[1]
    - Acanthothamnus aphyllus (Schltdl.) Standl.: Sie kommt in Mexiko vor.[1]

  - Allocassine N.Robson: Sie enthält nur eine Art:[1]
    - Allocassine laurifolia (Harv.) N.Robson: Sie kommt in Mosambik, Simbabwe sowie Südafrika vor.[1]

  - Cassine L. (Syn.: Hartogia Thunb. ex L.f., Hartogiella Codd): Sie enthält nur mehr etwa drei Arten in Südafrika.[4][1]
  - Crossopetalum P.Browne (Syn.: Rhacoma P.Browne ex L., Myginda Jacq.): Die etwa 26 Arten sind in der Neotropis verbreitet.[1]
  - Elaeodendron Jacq. (Syn.: Crocoxylon Eckl. & Zeyh., Pseudocassine Bredell, Telemachia Urb.): Die etwa 40 Arten kommen auf Karibischen Inseln, in Afrika (vier in Zimbabwe, fünf in Mosambik), Madagaskar, Indien, Makaronesien und Australien vor.[4][1]
  - Fraunhofera Mart.: Sie enthält nur eine Art:[1][5]
    - Fraunhofera multiflora Mart.: Sie gedeiht nur in Trockengebieten des nordöstlichen Brasiliens.[5]

  - Goniodiscus Kuhlm.: Sie enthält nur eine Art:[1]
    - Goniodiscus elaeospermus Kuhlm.: Sie kommt nur im brasilianischen[1] Bundesstaat Amazonas vor.

  - Gyminda Sarg.: Die etwa vier Arten kommen in der Neotropis vor.[1]
  - Hartogiopsis H.Perrier: Sie enthält nur eine Art:[1]
    - Hartogiopsis trilobocarpa (Baker) H.Perrier: Sie kommt nur in Madagaskar vor.[1]

  - Lauridia Eckl. & Zeyh.: Sie enthält zwei Arten in Südafrika:[1]
  - Maurocenia Mill.: Sie enthält nur eine Art:[1]
    - Maurocenia frangula Mill.: Sie kommt nur in Südafrika vor.[1]

  - Mortonia A.Gray: Die etwa fünf Arten gedeihen in Wüstengebieten von den südwestlichen USA bis Mexiko.[1]
  - Mystroxylon Eckl. & Zeyh.: Sie enthält nur eine Art:[1]
    - Mystroxylon aethiopicum (Thunb.) Loes.: Sie kommt in Afrika und Madagaskar vor.[1]

  - Orthosphenia Standl.: Sie enthält nur eine Art:[1]
    - Orthosphenia mexicana Standl.: Sie kommt nur in mexikanischen[1] Wüstengebieten vor.

  - Pleurostylia Wight & Arn. (Syn.: Cathastrum Turcz., Herya Cordem.): Die etwa acht Arten sind in der Paläotropis verbreitet.[6][1]
  - Schaefferia Jacq.: Die etwa 23 Arten sind in der Neotropis verbreitet.[1]
  - Tetrasiphon Urb.: Sie enthält nur eine Art:[1]
    - Tetrasiphon jamaicensis Urb.: Dieser Endemit kommt nur in Jamaika vor.[1]

- Unterfamilie Celastroideae Burnett: Sie enthält seit 2012 nur noch etwa 50 Gattungen:
  - Apatophyllum McGill.: Die etwa fünf Arten kommen in Australien vor.[7]
  - Brassiantha A.C.Sm.: Sie enthält nur eine Art:
    - Brassiantha pentamera A.C.Sm.: Sie kommt nur in Neuguinea vor.

  - Brexia Noronha ex Thouars (Syn.: Thomassetia Hemsl., Venana Lam.): Die etwa vier Arten kommen nur in Madagaskar vor. Darunter:
    - Brexia madagascariensis (Lam.) Ker Gawl.: Sie kommt im „Mittleren“ Ostafrika und Madagaskar vor.

  - Brexiella H.Perrier: Die etwa zwei Arten kommen nur in Madagaskar vor.
  - Canotia Torr.: Die etwa zwei Arten kommen in Kalifornien oder in Mexiko vor.
  - Catha Forssk. ex Scop. (Syn.: Dillonia Sacleux): Sie enthält nur mehr eine Art:
    - Khat (Catha edulis (Vahl) Forssk. ex Endl.)

  - Celastrus L. (inklusive Monocelastrus F.T.Wang & Tang): Die etwa 30 Arten sind in tropischen, subtropischen und gemäßigten Gebieten Asiens, Australiens, Madagaskars und der Neuen Welt weitverbreitet. In China kommen 25 Arten vor, 16 davon nur dort.[6]
  - Denhamia Meisn.: Die etwa sieben Arten kommen im östlichen und nördlichen Australien vor.
  - Dicarpellum (Loes.) A.C.Sm.: Die etwa vier Arten kommen in Neukaledonien vor.
  - Empleuridium Sond. & Harv.: Sie enthält nur eine Art:
    - Empleuridium juniperinum Sond. & Harv.: Sie kommt in Südafrika vor.

  - Spindelsträucher (Euonymus L., Syn.: Evonymus L. orth. var., Kalonymus (Beck) Prokh., Pragmotessara Pierre, Pragmotropa Pierre,  Quadripterygium Tardieu, Sphaerodiscus Nakai): Sie wird in zwei Untergattungen gegliedert und enthält etwa 130 Arten. Sie ist in Eurasien, Nordafrika (eine Art),[8] Australasien, Madagaskar sowie Nordamerika weitverbreitet. In China kommen etwa 90 Arten vor, 50 davon nur dort.[6] Die Arten Euonymus s. str. sind auf der Nordhalbkugel verbreitet und das Zentrum der Artenvielfalt ist Asien.[8]
  - Evonymopsis H.Perrier, manchmal mit Schreibweise nach ICBN 60.5. Euonymopsis H.Perrier orth. var.: Die etwa fünf Arten kommen in Madagaskar vor.
  - Gloveria Jordaan: Sie enthält nur eine Art:
    - Gloveria integrifolia (L. f.) Jordaan: Sie kommt in Südafrika vor.

  - Glyptopetalum Thwaites: Die etwa 20 Arten sind im tropischen und subtropischen Asien weitverbreitet. In China kommen neun Arten vor; sieben davon nur dort.[6]
  - Gymnosporia (Wight & Arn.) Benth. & Hook.f.: Die etwa 80 Arten sind in den Tropen bis Subtropen der Alten Welt verbreitet.[6] Die drei neotropischen Arten wurden 2011 ausgegliedert.[9]
    - Gymnosporia senegalensis (Lam.) Loes.: Afrika und Arabische Halbinsel bis nach Südspanien.

  - Haydenoxylon M.P.Simmons: Die Gattung Haydenia M.P.Simmons wurde 2011 aufgestellt, der Name Haydenoxylon M.P.Simmons ersetzt 2014 den Namen Haydenia da es bereits die Gattung Haydenia Seward, eine Gattung fossiler Arten aus der Familie Cyatheaceae. Die drei neotropischen Arten wurden aus der Gattung Gymnosporia (Wight & Arn.) Benth. & Hook. f. ausgegliedert.[9]
  - Hedraianthera F.Muell.: Sie kommt in Australien vor.
  - Hexaspora C.T.White: Sie enthält nur eine Art:
    - Hexaspora pubescens C.T.White: Sie kommt nur im nördlichen Queensland vor.

  - Hypsophila F.Muell.: Die etwa drei Arten kommen nur im nordöstlichen Australien vor.
  - Kokoona Thwaites: Von den etwa acht Arten kommen eine in Sri Lanka sowie südlichen Indien, eine in Myanmar und sechs in Sumatra, auf der Malaiischen Halbinsel, Borneo und auf den Philippinen vor.
  - Lophopetalum Wight ex Arn. (Syn.: Solenospermum Zoll.): Die etwa 18 Arten sind in Südostasien und Malesien weitverbreitet.
  - Lydenburgia N.Robson: Die etwa zwei Arten kommen nur in Südafrika vor.
  - Maytenus Molina (Syn.: Boaria A.DC.): Die seit 2017 nur noch 15  bis 24 Arten gedeihen in den Páramos in Costa Rica sowie Panama und im subtropischen Südamerika, in den Anden von Venezuela bis Argentinien.[5]
  - Menepetalum Loes.: Die etwa sechs Arten kommen nur in Neukaledonien vor.
  - Microtropis Wall. ex Meisn. (Syn.: Chingithamnus Hand.-Mazz., Otherodendron Makino, Paracelastrus Miq.): Die etwa 60 Arten sind von den Subtropen bis Tropen in Afrika, in der Neuen Welt, im östlichen Asien und Südostasien weitverbreitet. In China kommen 27 Arten vor 20 davon nur dort.[6]
  - Monimopetalum Rehder: Sie enthält nur eine Art:
    - Monimopetalum chinense Rehder: Sie gedeiht in Höhenlagen von 400 bis 700 Metern in den chinesischen Provinzen südliches Anhui (nur in Qimen), östliches Hubei (nur im Tongshan) sowie nördliches Jiangxi (nur in Jingdezhen).[6]

  - Monteverdia A.Rich. (Syn.: Moya Griseb.): Die seit 2017 etwa 120 Arten sind in der Neotropis weitverbreitet.[5]
  - Paxistima Raf. (inklusive Pachystima Raf.): Die nur zwei Arten sind in Nordamerika verbreitet.
  - Peripterygia (Baill.) Loes.: Sie enthält nur eine Art:
    - Peripterygia marginata (Baill.) Loes.: Sie kommt nur in Neukaledonien vor.

  - Polycardia Juss.: Die etwa vier Arten kommen nur in Madagaskar vor.[10]
  - Psammomoya Diels & Loes.: Die nur zwei Arten kommen nur im westlichen Australien vor.[11]
  - Pseudosalacia Codd: Sie enthält nur eine Art:
    - Pseudosalacia streyi Codd: Sie kommt nur im Pondoland im südlichen KwaZulu-Natal und im östlichen Transkei-Gebiet des Ostkap, nahe der Uvongo, Küste bis Port St. John’s vor. Er wächst als Strauch oder kleiner Baum und wird in der roten Liste der IUCN als „vulnerable“ = „gefährdet“ bewertet.[12]

  - Pterocelastrus Meisn.: Die etwa vier Arten kommen im südöstlichen Afrika vor.
    - Pterocelastrus tricuspidatus (Lam.) Walp.: Aus Südafrika.

  - Putterlickia Endl.: Die etwa vier Arten kommen in Südafrika und im südlichen Mosambik vor.
  - Quetzalia Lundell: Die etwa elf Arten kommen von Mexiko bis Zentralamerika vor.
  - Robsonodendron R.H.Archer: Die nur zwei Arten kommen im südlichen Afrika vor.
  - Salaciopsis Baker f. (Syn.: Lecardia J.Poiss. ex Guillaumin): Die etwa sechs Arten kommen nur in Neukaledonien vor.
  - Salvadoropsis H.Perrier: Sie enthält nur eine Art:
    - Salvadoropsis arenicola H.Perrier: Sie kommt nur in Madagaskar vor.[10]

  - Sarawakodendron Ding Hou: Sie enthält nur eine Art:
    - Sarawakodendron filamentosum Ding Hou: Dieser Endemit kommt nur in Sarawak auf der Insel Borneo vor. Er wächst als kleiner Baum und wird in der roten Liste der IUCN als „vulnerable“ = „gefährdet“ bewertet.[12]

  - Siphonodon Griff. (inklusive Capusia Lecomte): Die etwa sieben Arten sind in Südostasien, Makaronesien und Australien verbreitet.
  - Torralbasia Krug & Urb.: Sie enthält nur eine Art:
    - Torralbasia cuneifolia (C.Wright ex Griseb.) Krug & Urb.: Sie kommt nur auf den karibischen Inseln Kuba, Hispaniola und Puerto Rico vor.

  - Tricerma Liebm.: Die vier oder fünf Arten sind von den US-Bundesstaaten Texas sowie Florida, auf den Bahamas sowie Kuba, in Mexiko, auf den Galapagos-Inseln und von Ecuador über Bolivien sowie Peru bis ins nordwestliche Argentinien verbreitet.[5]
  - Wilczekra M.P.Simmons: Sie wurde 2013 aufgestellt und enthält nur eine Art:[8]
    - Wilczekra congolensis (R.Wilczek) M.P.Simmons (Syn.: Euonymus congolensis R.Wilczek): Sie wurde aus der Gattung Euonymus ausgegliedert und war dort die einzige Art in Afrika südlich der Sahara. Dieser Endemit kommt nur im Kasai Sektor der Provinz Kinshasa der Demokratischen Republik Kongo. Dort gedeiht dieser kleine Baum als dominante Pflanzenart im feuchten halbimmergrünen Wald.[8]

  - Xylonymus Kalkman ex Ding Hou: Sie enthält nur eine Art:
    - Xylonymus versteghii Kalkman ex Ding Hou: Dieser Endemit kommt nur im westlichen Neuguinea vor.

- Unterfamilie Hippocrateoideae (Juss.) Lindl. (Syn.: Hippocrateaceae): Sie enthält etwa 19 Gattungen mit etwa 100 Arten in der Paläotropis und Neotropis:[13]
  - Anthodon Ruiz & Pav.: Die etwa vier Arten kommen von Panama bis ins südöstliche Brasilien vor.
  - Apodostigma R.Wilczek: Sie enthält nur eine Art:
    - Apodostigma pallens (Planch. ex Oliv.) R.Wilczek (Syn.: Apodostigma pallens f. capuroniana N.Hallé, Hippocratea pallens Planch. ex Oliv.): Sie gedeiht in Höhenlagen von 0 bis 1500 Metern von Senegal bis Äthiopien und südwärts bis ins nördliche Rhodesien und Angola; sie kommt auch vom östlichen Kenia bis Mosambik vor.

  - Arnicratea N.Hallé: Die etwa drei Arten gedeihen in Höhenlagen bis zu 700 Metern in Indien, Südostasien und Makaronesien verbreitet.
  - Bequaertia R.Wilczek: Sie enthält nur eine Art:
    - Bequaertia mucronata (Exell) R.Wilczek: Sie ist im tropischen Westafrika weitverbreitet.

  - Campylostemon Welw.: Sie enthält mindestens acht Arten in Afrika.
  - Cuervea Triana ex Miers: Die etwa fünf Arten kommen in der Neuen Welt und in Afrika vor.
  - Elachyptera A.C.Sm.: Die etwa sieben Arten kommen in Zentral- sowie Südamerika und in Afrika sowie Madagaskar vor.
  - Helictonema Pierre: Sie enthält nur eine Art:
    - Helictonema velutina (Afzel.) R.Wilczek ex N.Hallé: Sie gedeiht in den Wäldern des tropischen Afrika.

  - Hippocratea L. (inklusive Hemiangium A.C.Sm.): Sie enthält 90 bis 120 Arten in den Tropen und Subtropen weltweit. Es sind meist Lianen oder klimmende Sträucher, selten Bäume.
  - Hylenaea Miers: Die etwa drei Arten kommen in Zentral- sowie Südamerika vor.
  - Loeseneriella A.C.Sm.: Die etwa 20 Arten sind im tropischen Afrika und Asien weitverbreitet.[6]
  - Prionostemma Miers: Von den etwa sechs Arten kommen etwa zwei von Zentral- bis Südamerika und etwa vier im tropischen Afrika vor.
  - Pristimera Miers: Die etwa 30 Arten sind hauptsächlich in der Neotropis, aber auch im tropischen Asien verbreitet.[6]
  - Reissantia N.Hallé: Die etwa sieben Arten sind in Afrika sowie Madagaskar, Indien, Südostasien und Makaronesien verbreitet.
  - Semialarium N.Hallé: Die nur zwei Arten sind von Mexiko über Zentral- bis Südamerika verbreitet.
  - Simicratea N.Hallé: Sie enthält nur eine Art:
    - Simicratea welwitschii (Oliv.) N.Hallé: Sie kommt im tropischen Afrika vor.

  - Simirestis N.Hallé: Die etwa acht Arten kommen in Wäldern Afrikas vor.
  - Tristemonanthus Loes.: Die nur zwei Arten kommen im tropischen Afrika vor.

- Unterfamilie Parnassioideae (Syn.: Parnassiaceae): Sie enthält nur zwei Gattungen mit etwa 51 Arten:
  - Herzblatt (Parnassia L.): Sie enthält 50 Arten in der Holarktis.
  - Lepuropetalon Elliott (Syn.: Cryptopetalum Hook. & Arn.): Sie enthält nur eine Art:
    - Lepuropetalon spathulatum Elliott: Sie kommt in den südöstlichen USA bis Mexiko und in Chile vor. Manche Autoren stellen sie in eine eigene Familie Lepuropetalaceae.

- Unterfamilie Salacioideae: Sie enthält etwa sechs Gattungen mit etwa 225 Arten in der Paläotropis und Neotropis:[14]
  - Cheiloclinium Miers (inklusive Kippistia Miers): Die etwa 13 Arten sind in Zentral- und Südamerika verbreitet.
    - Cheiloclinium cognatum (Miers) A.C.Sm.: Sie ist von Zentral- bis zum tropischen Südamerika verbreitet.

  - Peritassa Miers: Die etwa 19 Arten sind in Zentral- und Südamerika verbreitet.
    - Peritassa campestris (Cambess.) A.C.Sm.: Aus Brasilien bis Paraguay.

  - Salacia L.: (Syn.: Annulodiscus Tardieu, Calypso Thouars, Johnia Roxb., Salacicratea Loes.): Die etwa 200 Arten sind in der Paläotropis und Neotropis verbreitet. Darunter:
    - Salacia elliptica (Mart. ex Schult.) G.Don: Sie kommt von Zentralamerika über Kolumbien, Venezuela, Bolivien, dem mittleren bis nördlichen Brasilien und den Guyanas bis Paraguay sowie Ecuador vor.

  - Salacighia Loes.: Die nur zwei Arten sind im tropischen Afrika verbreitet.
  - Thyrsosalacia Loes.: Die etwa vier Arten sind im tropischen Afrika verbreitet.
  - Tontelea Miers: Die etwa 17 Arten sind in Zentral- und Südamerika verbreitet.

- Unterfamilie Stackhousioideae (Syn.: Stackhousiaceae): Sie enthält nur drei Gattungen mit etwa 20 Arten, die fast alle in Australien vorkommen:[15]
  - Macgregoria F.Muell.: Sie enthält nur eine Art:
    - Macgregoria racemigera F.Muell.: Sie gedeiht im ariden Australien.

  - Stackhousia Sm.: Von den 14 bis 19 Arten kommen die meisten in Australien vor, eine reicht auch bis Malesien und Mikronesien; eine Art (Stackhousia minima) ist in den Bergen Neuseelands beheimatet.
  - Tripterococcus Endl.: Die nur zwei Arten kommen nur im südwestlichen Western Australia vor.

- Unterfamilie Tripterygioideae Loes.: Sie enthält etwa sieben Gattungen mit etwa 39 Arten:[1]
  - Platypterocarpus Dunkley & Brenan: Sie enthält nur eine Art:[1]
    - Platypterocarpus tanganyikensis Dunkley & Brenan: Sie kommt nur in Tansania vor.[1]

  - Plenckia Reissek (Syn.: Viposia Lundell): Die etwa vier Arten kommen in den Savannen Boliviens und in Paraguay sowie im zentralen Brasilien vor.[1][5]
  - Ptelidium Thouars: Die nur zwei Arten kommen nur in Madagaskar vor.[10][1]
  - Rzedowskia Medrano: Sie enthält nur eine Art:[1]
    - Rzedowskia tolantonguensis Medrano: Sie gedeiht in Höhenlagen von 1400 bis 2000 Metern in Mexiko.

  - Tripterygium Hook.f.: Sie enthält nur eine Art:[1]
    - Wilfords Dreiflügelfrucht (Tripterygium wilfordii Hook.f.): Sie ist vom nordöstlichen Myanmar über weite Gebiete Chinas und in Korea, Taiwan bis Japan verbreitet.[6]

  - Wimmeria Schltdl. & Cham.: Die nur noch etwa zwölf Arten sind von Mexiko bis Panama verbreitet.[1]
  - Zinowiewia Turcz.: Die etwa 17 Arten kommen von Mexiko über Zentralamerika bis zum nördlichen Südamerika vor.[1]

- Nicht in eine Unterfamilie eingeordnet:
  - Pottingeria Prain (Die Stellung dieser Gattung im System wurde lange diskutiert und sie wurde auch in eine eigene Familie Pottingeriaceae gestellt. Man kann sie klar in die Celastraceae eingliedern und sie nimmt hier eine basale Stellung ein. Sie ist möglicherweise in eine eigene Unterfamilie zu stellen: Unterfamilie Pottingerioideae Airy Shaw):[16] Sie enthält nur eine Art:[16]
    - Pottingeria acuminata Prain: Sie kommt in Südasien (von Assam bis Thailand) vor.[16]

## Weiterführende Literatur
- Mark P. Simmons, Jennifer J. Cappa, R. H. Archer, A. J. Ford, D. Eichstedt, C. C. Clevinger: Phylogeny of the Celastreae (Celastraceae) and the relationships of Catha edulis (qat) inferred from morphological characters and nuclear and plastid genes. In: Molecular Phylogenetics and Evolution, Volume 48, 2008, S. 745–757.
- Ivan A. Savinov: Comparative morphological study of some Celastraceae from Madagascar and their relationships with other African representatives of the family. In: Scripta Botanica Belgica, Volume 46, 2010, S. 451.
- Miles J. McKenna, Mark P. Simmons, Christine D. Bacon, Julio A. Lombardi: Delimitation of the Segregate Genera of Maytenus s. l. (Celastraceae) Based on Morphological and Molecular Characters. In: Systematic Botany, Volume 36, Issue 4, 2011, S. 922–932. doi:10.1600/036364411X604930
- X. Zhang, Z. Zhang, T. Stützel: Aril development in Celastraceae. In: Feddes Repertorium, Volume 122, 2011, S. 445–455.
- Mark P. Simmons, Miles J. McKenna, Christine D. Bacon, K. Yakobson, Jennifer J. Cappa, R. H. Archer, A. J. Ford: Phylogeny of Celastraceae tribe Euonymeae inferred from morphological characters and nuclear and plastid genes. In: Molecular Phylogenetics and Evolution. Volume 62, Issue 1, 2012, S. 9–20. doi:10.1016/j.ympev.2011.08.022
- Ivan Savinov, E. V. Solomonova: Fruit structure and some details of fruit morphogenesis in subfamily Tripterygioideae Loes. (Celastraceae R. Br.). In: Turczaninowia, Volume 20, Issue 3, September 2017, S. 55–63. doi:10.14258/turczaninowia.20.3.6

- Karte mit allen verlinkten Seiten:
- OSM |
- WikiMap